# 我的書房
我的書房（英語：My Book Room）是香港的一間獨立書店暨舊書店，於太子和深水埗合共設分店四間，由莫思維於2014年7月創立。
該書店的創辦人透過社交平台上載所收購的書籍，並將線上的舊書愛好者社群與線下的實體店舖結合，達至O2O（線上到線下）的營運模式:80-81；而其選書亦以人文学科、历史及社会科学類書籍為主。:150同時，該書店亦因短短數年間開設數間分店，而被《香港舊書店地圖》作者黃曉南譽為「香港首個『連鎖式舊書店集團』」。:81

## 歷史
我的書房創辦人莫思維於高中時期開始接觸課外書籍，家中的藏書量曾一度達數千本，更曾萌生「當通識教師」的志願。然而，他在香港高級程度會考的成績欠佳，先後就讀副學士及高級文憑課程，其後亦曾於外國修讀銜接學士，但回港後因英語水平欠佳而只能任職教學助理，無法實現自身的理想。莫氏在事業發展亦並非事事如意，曾任職多份工作，也曾經歷過失業。他後來閱讀過艾克哈特·托勒的書籍，回想起放在自己家中與迷你自存倉內的書籍，便衍生出一種「開書店」的念頭。
於荃灣區居住的莫氏，深感該區缺乏舊書店，加上參考過新亞書店、新天書店等舊書店的營運情況，及世界展望會在年度舊書買賣的收益，便認為在香港買賣二手書籍並非一門虧本生意，於是決定從荃灣入手，在該區開設一間舊書店。然而，這個意念曾一度引起其父母的擔憂與反對，但後來與父母從長計議後，決定利用自己的積蓄，實踐自己的夢想。:150
2014年7月，我的書房在荃灣南豐中心23樓開業。縱然該處的租金水平較低，但礙於店面面積有限，未能容納太多書籍，便於2016年遷至位於太子荔枝角道的一個地舖內繼續營運。其後數年亦先後於深水埗及太子開設三間分店。:85

### 名稱由來
據莫氏在一個訪問中指出，之所以要將書店命名為「我的書房」，是因為該店所售賣的二手書籍均曾是由別人擁有，並放置在書房內的書籍。而這四字背後，除了希望能為造訪者營造一份「回到自己書房」的親切感外，亦視該店為書籍的流轉中心，並寄望人們能夠將書籍「流出去」給其他人。

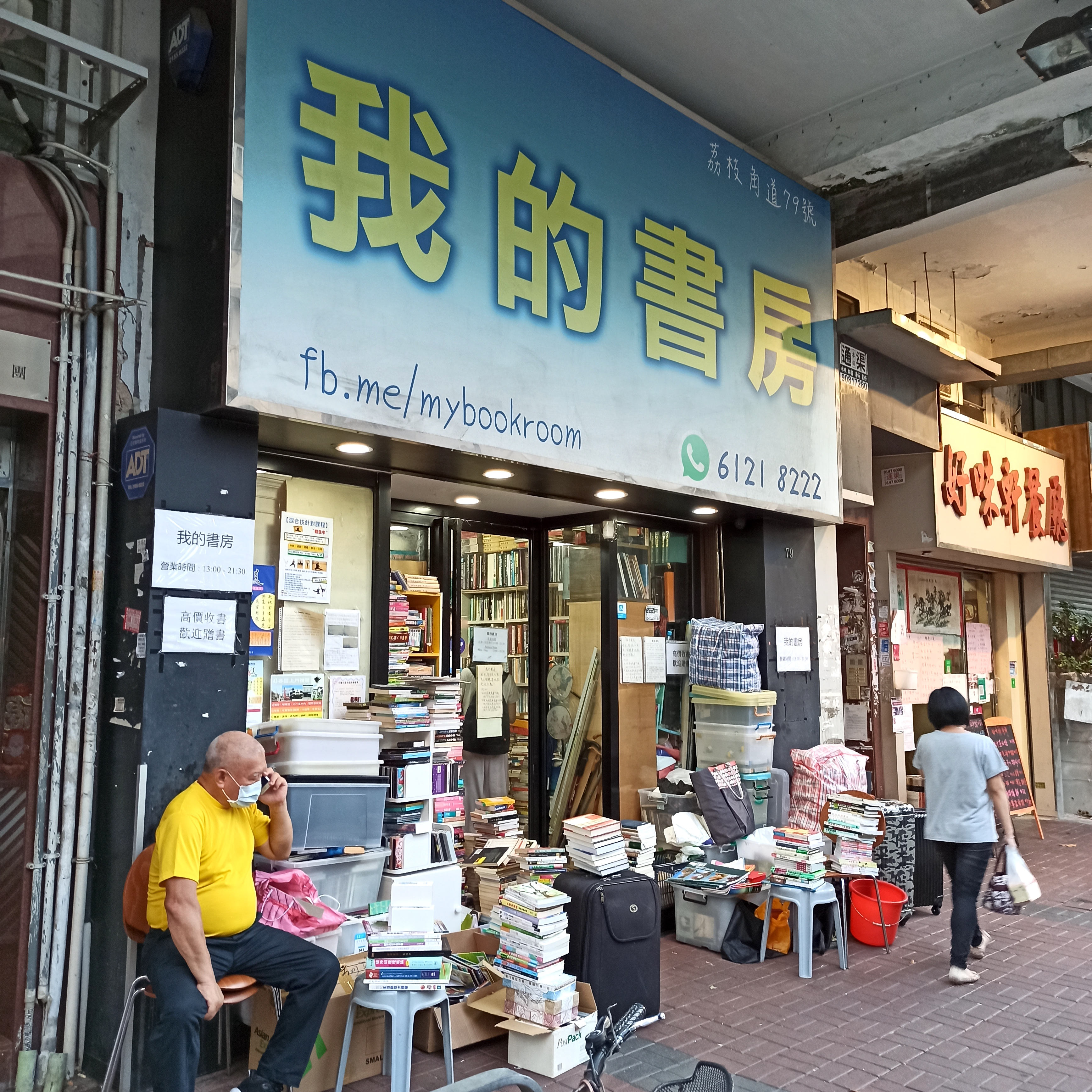
由於荃灣舊店空間有限，該店於2016年遷至荔枝角道79號地舖繼續經營（「前A店」）
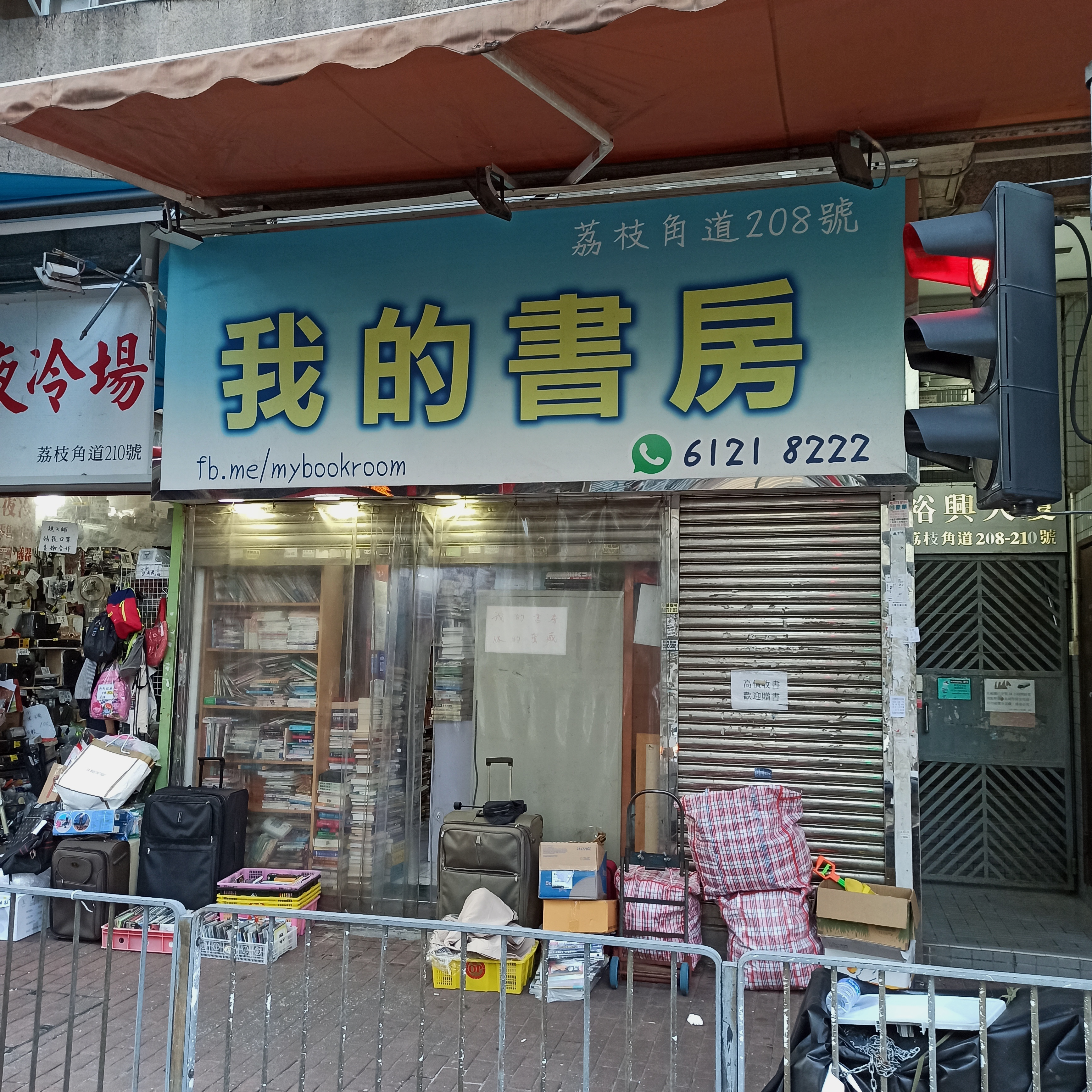
其後該店先後於深水埗及太子開設兩間分店，圖為位於荔枝角道208號地舖的「B店」
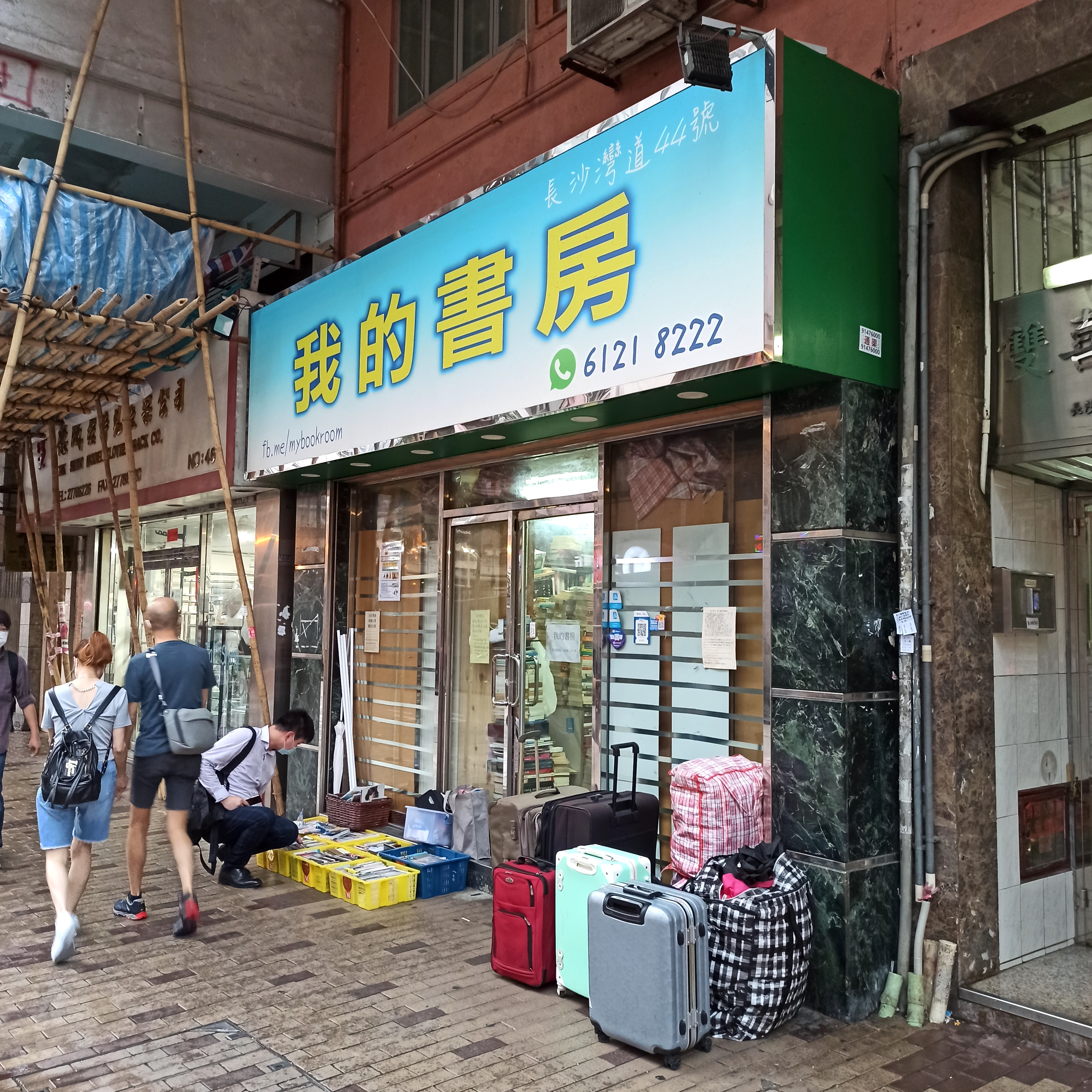
位於長沙灣道44號地舖的「C店」是該店近年開設的另一間分店
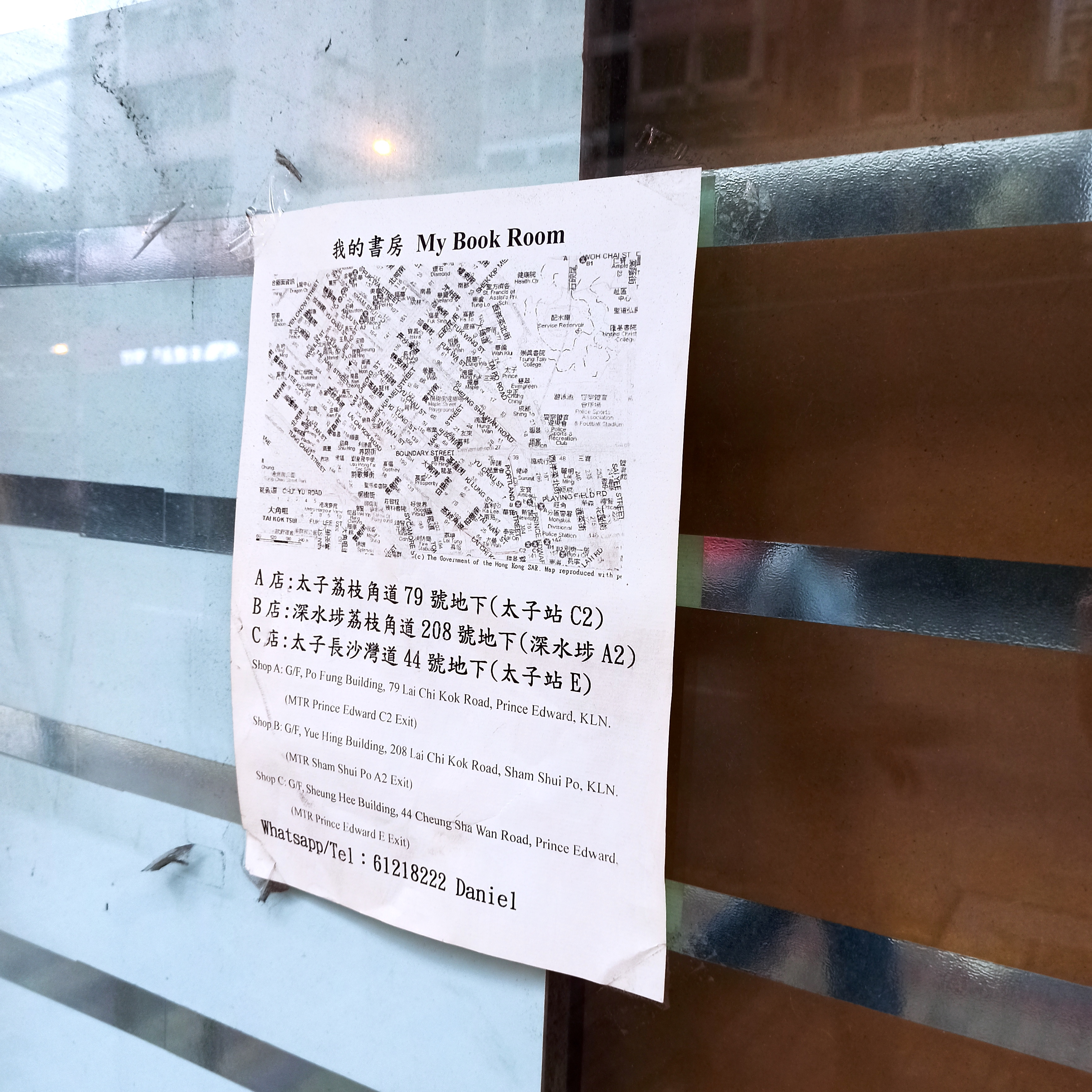
該店於門外張貼的一張告示，當中展示了當時三間分店的地址（2021年8月）

## 書店特色
部份於香港經營的舊書店或會透過Facebook等社交平台開設粉絲專頁，但大多均成效欠佳，部份甚至一段時間已沒有更新。但該店則剛好相反，除了會將每天收購回來的舊書上載到社交平台外，負責人亦會主動回覆網民的留言，以協助他們的購書需要（但網民仍需自行前往店舖購買書籍）。此舉不僅提升該店書籍流轉的速度，亦能借助網民在社交平台上的聯繫，達至宣傳作用。據莫氏指出，舊書買賣的收入不高，若果「純線上」方式營運書店的話，會大大增加包裝與物流的成本，容易出現「入不敷支」的情況，故設立實體店會較為可取。:81-84
在選書方面，該店雖偏重於人文学科、历史及社会科学類書籍，但不乏部份關於国情研究與政治的書籍，亦有售賣《明報月刊》和《時代雜誌》等二手雜誌。:150為吸引更多路過該店的行人光顧，該店亦有出售一些食譜、旅遊書籍等，以助增加該店的銷售額。然而，由於該店書籍的高流轉性，加上主理人工務繁重，令店舖內的書籍擺放甚為雜亂，沒有明顯分類可言。:85

## 各界反應
據莫氏指出，在該店開業初期，造訪書店的人並不多。即使已經在社交平台上多加宣傳，但效果平平，其後便印製宣傳單張，並在街道上派發，又或放進屋苑的住戶信箱內。此舉除了吸引更多人關注該店外，亦帶動了該店的生意，甚至開設新分店。事實上，他亦曾嘗試以电子邮件作為宣傳書店的方式，但其電子郵件帳戶其後卻遭封鎖。:157
近年香港有研究指出，逾六成受訪者有課外閱讀的習慣，當中大部份受訪者較為喜愛閱讀實體書籍。這種閱讀風氣亦同時衍生讀者對於舊書店的支持。據該店負責人表示，造訪該店的人「不是天天來，就是隔天來尋寶」，而該店所販售的書籍或是電子書平台和图书馆均沒有引入，更有曾光顧該店的造訪者特意租用大型倉庫，以便收納其「戰利品」。除了這群購書的造訪者外，亦有一些造訪者受網路上對於該店的正面評價所吸引，而造訪該店以轉售自己手上的冗餘書籍。:84
再者，隨著多間舊書店（或稱「二手書店」）在香港打開門戶，有傳媒認為此舉掀起了一種「環保閱讀」的風氣，亦成為部份有意經營書店人士的借鑒之處，例如解憂舊書店的主理人曾造訪該店與讀書好棧等書店，了解箇中的營運心得，而店員亦樂意提供相關指導（其後該店亦有贈書予相關書店作營運之用）。
2019年，有傳媒趁著農曆新年的到來，推介該店在內的三個舊書收集平台，供讀者在捨棄不必要的書籍時作一個參考。

## 爭議
我的書房曾被指到義賣或漂書活動以及其他二手書店，大量取得免費或以低價購入書籍再於自己店舖轉售。此舉被認為是巧取豪奪，有違漂書的免費分享原意。

## 相關書籍
周家盈 《書店日常：香港獨立書店在地行旅》（2016年出版）曾到訪荃灣舊店並在書中作專題介紹。

## 外部連結
- 我的書房的Facebook專頁